# 波里机场
波里机场（芬蘭語：Porin lentoasema，IATA：POR，ICAO：EFPO），是芬兰波里的一座民用机场，距波里市区约2千米。2007年旅客吞吐量为6.6万人次。

## 概况
波里机场于1937年开工建设，1941年完工投入使用。2003年，坦佩雷-皮尔卡拉机场改建期间，瑞安航空曾临时使用波里机场。目前芬兰通勤航空经营波里与赫尔辛基之间的定期旅客航班。芬兰航空经营季节性包机航班。此外，芬兰飞行学院以该机场为教学基地。